# Ivar Mones
Ivar Mones (* 1. Januar 1961 in Kohtla-Järve) ist ein ehemaliger estnischer Radrennfahrer und nationaler Meister im Radsport.

## Sportliche Laufbahn
Mones war im Straßenradsport in der Sowjetunion aktiv. 1982 und 1983 gewann er die nationale Meisterschaft im Einzelzeitfahren von Estland, die neben der Meisterschaft der Sowjetunion ausgetragen wurde, jeweils vor Jaanus Kuum. 1984 wurde er beim Sieg von Tõnu Roosmäe Dritter der Meisterschaft. Im Paarzeitfahren holte er 1985 die Meisterschaft Estlands mit Pawel Matwejew als Partner. 1984 hatte er den zweiten Rang belegt. 
1983 startete er für die sowjetische Nationalmannschaft in der Luxemburg-Rundfahrt. Er wurde Achter der Gesamtwertung und bester Fahrer seiner Mannschaft.